# 大原海輝
大原 海輝（おおはら かいき、1994年10月15日 - ）は、日本の俳優、モデル。東京都大田区出身。

## 来歴・人物
親の転勤をきっかけに高校生の頃からひとり暮らしを始め、19歳までプロダンサーとしての活動とアルバイトを掛け持ちしながら生活費を稼いでいた。
2015年にミュージカル『テニスの王子様』3rdシーズン 不二裕太役として舞台デビュー。その後、『BIOHAZARD THE Experience』『舞台「池袋ウエストゲートパーク」』などの大人気舞台に出演し、2017年『怪奇幻想歌劇 笑う吸血鬼』の毛利耿之介役で初主演を務める。
2021年から独立。書籍と電子で待望の写真集を発売。現在も、映像・舞台・モデルなど幅広い分野で活躍中。
特技は、ダンス、カポエラ、サーフィン。趣味は、アニメ鑑賞。好きな食べ物は、抹茶、シチュー、甘い物。愛称は「うみてる」「うみちゃん」。自身でファッションブランドも立ち上げている。

## 出演

### 映画
- 同窓会（2018年）沖田光監督 - 中西勝也 役
- マヒルについて～about a M～（2018年）堀内博志監督 - 九屋 役
- 左様なら（2018年）石橋夕帆監督 - 高橋修平 役[6]
- いつまでも忘れないよ（2019年）堀内博志監督- 寺田正臣 役[7]
- メイリンの決めたこと（2019年）鯨岡弘識監督- 酒井良 役
- 僕の好きな女の子（2019年）玉田真也監督
- 貴族降臨 -PRINCE OF LEGEND-（2020年）河合勇人監督
- 春の嵐がやってくるまで（2024年) 鯨岡弘識監督 -プロデュース・主演　海役
- ラランド制作　「点」（2024年) 松本花奈監督 - 先輩役
- 「男と鳥」（2024年）浅野忠信監督 - 神役[8]

### ドラマ
- ティーンコート（2012年、日本テレビ） - 輪島 役
- パパドル（2012年、TBS） - ダンサー 役
- 水球ヤンキース（2014年、フジテレビ） - クラスメイト 役
- 逃げるは恥だが役に立つ（2016年10月11日 - 12月20日、TBS） - 山内大河 役
- トーキョー・ミッドナイト・ラン（2016年12月22日、フジテレビ）
- ドルメンX（2018年3月31日、日本テレビ） - 成瀬和也 役
- ○○な末路な人（2018年、日本テレビ）
- 4月の東京は…（2023年、MBS） - 古谷康 役

### CM
- きゃりーぱみゅぱみゅ×SHARP AQUOS 4K 「美は、細部に宿る。」篇（2015年） - バックダンサー
- 星のドラゴンクエスト 「ドラだち」篇、「会ってしたいね」篇（2016年）
- KFC「こだわりとうれしさを」篇（2017年）
- JRA「HOT HOLIDAYS！」～菊花賞編～（2017年）
- HONDA 「B-BOX 働く車」（2018年）
- CISCO「WebexCalling」仁義なき戦い編（2022年）
- Pococha（ポコチャ）「Pococha × Domino's」（2024年）

### MV
- SuG 武瑠監督ショートムービー「WE CRYOUT HELLL YEAH」（2015年） - ヒカル 役[9]
- Halo at 四畳半"ユーフォリア"（2017年）
- IVVY「One Love」（2018年） - 友情出演
- 真空ホロウ「おんなごころ」（2019年） - メイン＆ディレクション[10]
- supercell「#Love」（2019年） - メイン[11]
- ヒグチアイ「ラブソング」（2020年）
- quiqui 「もう少しの暦」（2021年）
- flumpool「Magic」(2023年)
- 山猿「あの時の恋が迷子」メイン(2023年)
- SHISHAMO「夏恋注意報」メイン（2023年）
- れん「通り雨」メイン（2023年）
- TK from 凛として時雨「誰我為」メイン（2024年）

### 舞台
- ミュージカル・テニスの王子様3rdシーズン（2015年 - 2020年） - 不二裕太 役[12]
  - 青学VS聖ルドルフ（2015年9月5日 - 11月3日）[13]
  - 青学VS山吹（2015年12月24日 - 2016年2月21日）[14]
  - TEAM Live st.RUDOLPH（2016年3月17日 - 4月2日）[15]
  - Dream Live 2016（2016年5月13日 - 22日）[16]
  - 秋の大運動会 2019（2019年10月8日）[17]
  - 全国大会 青学VS立海 後編（2019年12月19日 - 2020年2月16日）[18]
  - Thank-you Festival 2020（2020年2月29日）※本人として登壇[19][20]
  - Dream Live 2020（2020年5月22日 - 31日） ※公演中止[21][22]
- DIABOLIK LOVERS〜re:requiem〜（2016年8月24日 - 28日） - 逆巻カナト 役[23]
- BIOHAZARD THE Experience（2017年2月10日 - 3月5日） - テラヤマ 役[24]
- ALL OUT!! THE STAGE（2017年5月25日 - 6月4日） - 大原野越吾 役[25]
- 怪奇幻想歌劇「笑う吸血鬼」（2017年12月28日 - 31日） - 主演・毛利耿之助 役[26]
  - 怪奇幻想歌劇「笑う吸血鬼」（再演）（2018年4月19日 - 22日）[27]
- GANTZ:L -ACT＆ACTION STAGE-（2018年1月26日 - 2月4日） - 高橋浩一 役[28]
- BOYS☆TALK（2018年6月6日 - 17日） - タイキ 役[29]
- アイ★チュウ ザ・ステージ - 湊奏多 役[30]
  - Live!!アイ★チュウ ザ・ステージ～les quatre saisons～（2018年7月16日）[30][31]
  - アイ★チュウ ザ・ステージ～Rose Écarlate～（2019年4月21日 - 5月12日）[32]
  - Live!!! アイ★チュウ ザ・ステージ～Planète et Fleurs～（2019年7月27日）[33]
  - アイ★チュウ ザ・ステージ～Rose Écarlate deux～（2019年10月10日 - 15日）[34]
  - アイ★チュウ ザ・ステージ～Après la pluie～（2020年10月16日 - 25日）[35]
  - Live!!!! アイ★チュウ ザ・ステージ～Éclat des fleurs～（2023年2月18日 - 19日）[36]
- ニル・アドミラリの天秤（2018年11月1日 - 11日） - 燕野太郎 役[37]
- 悪い芝居vol.22「野性の恋」悪い芝居vol.23「暴動のあと、さみしいポップニューワールド」（2019年5月24日 - 6月10日）[38]
- 舞台「遙かなる時空の中で3」十六夜記（2021年1月22日 - 31日） - 武蔵坊弁慶 役[39]
- 舞台「元号男子」（2021年3月9日 - 14日） - 明治 役 ※公演中止、無観客有料配信での上演[40]
  - 舞台「元号男子～回顧～」（2021年9月16日 - 19日） ※公演中止[41]
- 舞台「池袋ウエストゲートパーク」（2021年6月25日 - 7月4日） - サル 役[42]
- 舞台「灼熱カバディ」（2022年2月18日 - 27日）- 畦道相馬 役[43]
- NIGHT HEAD 2041-THE STAGE-（2022年7月1日 - 10日） - 曽根崎道夫 役[44]
- 「犬の刺客」（2022年11月22日 - 13日）- 植田稔役
- 「桜だより、覚えていますか。」（2023年3月2日 - 3月05日） - 小林肇役
- 「犬の刺客　2023」（2023年8月1日 - 8月06日） - 植田稔役

### テレビ番組
- テレビ未来遺産　脳特番（TBS）
- 炎の体育会TV　ジョニーウィアーおもてなし企画（2015年1月31日、TBS）
- バイキング　見たメン企画（2015年3月16日、フジテレビ）
- ActorsNavi 鳥越裕貴＆大原海輝ペア（2017年7月5日、TOKYO MX）
- アメトーーク！「先生になりたかった芸人」家城啓之VTR（2017年10月5日、テレビ朝日） - 生徒 役
- 有田哲平の夢なら醒めないで（2017年11月7日、TBS）
- イケ男(MEN)!おもてなしキャンプ（2018年4月4日、BS日テレ）
- 奇跡体験!アンビリバボー（2018年8月30日、フジテレビ）
- レジスタンスイレブン（2019年4月、日テレプラス）[45]
- 痛快TV スカッとジャパン「母に本当のことが言えなくて」（2019年9月9日・2020年2月1日、フジテレビ）
- 坂上どうぶつ王国（2020年7月10日、フジテレビ）
- 戦国炒飯TV 〜なんとなく歴史が学べる映像〜（2020年8月 - 12月 、TOKYO MX 他） - 久々利亀 役 [46]

### 広告
- マンダム GATSBYワックス イメージモデル（2013年 - 2016年）
- メイベリン BIGEYES
- BEAMS 『The Perfect Gift Shop BEAMS』ショートムービー 親子篇「詰めの甘い息子へ」（2014年）[47]
- シーブリーズ 「選べ 青春DOTCH？」（2015年）
- PRINGLES ブランドムービー（2015年）
- 東京ジョイポリス ZERO LATENCY VR（2016年）[48]
- WIRED PAIR STYLE カップルコーデ人気投票キャンペーン（2017年）
- FUJIFILM instax チェキ（2018年）
- ドワンゴ ニコニコ動画 niconico（く）ブランドムービー（2018年）
- オーディオテクニカ　テクニカフェス-コーデ企画（2018年）
- アキュビュー 「なりたいジブンでいこう」ブランドムービー（2019年）
- 東急グループ SHUBUYA3hours（2019年）
- THREE メンズラインFIVEISM（2018年 - 2019年） - レギュラー
- UVERworld 克哉 Produce UW Family CHECK SHIRTS（2021年）
- Instagram「そんなときは、Instagram」（2023年）
- パーソナルホールディングス「はたらいて、笑おう」（2023年）
- マンダムGATBY 「How do you DESIGN your LIFE ??」(2024年)

### ラジオ
- 沙央くらまのKURAMA de ナイト！（2019年 - 2020年、ラジオ日本） - レギュラー

### WEB番組
- みずほ銀行「ビンゴ5」抽せん会（2017年 - 2019年） - レギュラー
- ミュージカル『テニスの王子様』Dream Stream前夜祭番組（2020年11月14日、SUPERLIVE by OPENREC）[49]
- ミュージカル『テニスの王子様』Dream Stream（2020年11月15日 - 21日、SUPERLIVE by OPENREC） - 不二裕太 役[50]
- 舞台「元号男子」配信（2021年3月14日 - 20日、PIA LIVE STREAM） - 明治 役[51]

### 書籍
- アサヒカメラ（2018年6月20日発売）
- 写真集 A-VOICE 大原海輝（2021年7月7日発売、講談社） ISBN 978-4065248140

### CD
- PRIME☆STAR - 高清水雅貴 役[52]
  - top of the world（2017年1月27日）
  - Summer Jump!!（2017年5月27日）[53]
  - Question.（2017年7月27日）